# Vignanello
Vignanello är en ort och kommun i provinsen Viterbo i regionen Lazio i Italien. Kommunen hade 4 511 invånare (2018).